# Release early, release often
Release early, release often (auf Deutsch: Veröffentliche früh, veröffentliche häufig) ist ein Leitsatz in der Softwareentwicklung, nach dem die häufige Verbreitung minimaler Softwareänderungen anzustreben ist. Zu vermeiden sei hingegen die seltene Veröffentlichung komplexer Funktionsumfänge. Geprägt wurde der Leitsatz von Eric S. Raymond in seinem Essay Die Kathedrale und der Basar im Jahre 1997.
Release early, release often war zunächst auf Open Source beschränkt, aber es wird auch proprietäre Software nach dem Konzept entwickelt. Allgemein findet das Konzept in agilen Vorgehensmodellen wie Extreme Programming und Scrum Anwendung.
Raymonds Richtlinie enthält zusätzlich den Nebensatz And listen to your customers, auf Deutsch Und höre auf deine Kunden.

## Vorteile
Die häufigen Veröffentlichungen stimulieren einen regen Austausch zwischen den Benutzern und den Entwicklern in Form von Fehlermeldungen und Weiterentwicklungswünschen. Weiterhin fördert das Vorgehen eine stabile Version, denn die Fehlerbehebung erfolgt aufgrund praktischer Fehlermeldungen und nicht aufgrund theoretischer Testfälle eines Testteams. Zudem reduziert der Ansatz den Planungsaufwand bei großen Softwareentwicklungen.